# Brackenborough with Little Grimsby
Brackenborough with Little Grimsby är en civil parish i Storbritannien. Den ligger i grevskapet Lincolnshire och riksdelen England, i den sydöstra delen av landet, 210 km norr om huvudstaden London.